# ハワード男爵

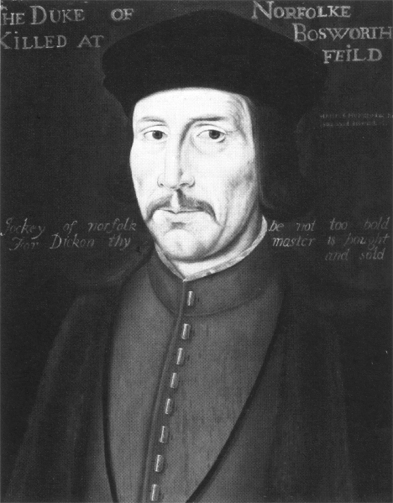
初代ノーフォーク公爵兼初代ハワード男爵ジョン・ハワード

ハワード男爵（英: Baron Howard）は、イングランド貴族の男爵位。
1470年10月15日、ジョン・ハワードがイングランド王ヘンリー6世により議会へ召集されたことに始まる。彼はサー・ロバート・ハワードと初代ノーフォーク公爵（第1期）トマス・モウブレーの娘マーガレットの息子で、後にリチャード3世の即位を支持してノーフォーク公爵（第3期）を授けられた。しかし1485年8月22日のボズワースの戦いでリチャード3世と共にリッチモンド伯爵ヘンリー・テューダー（後のイングランド王ヘンリー7世）に敗死し、ヘンリー7世によって私権剥奪に処された。
ジョンの息子である初代サリー伯爵トマス・ハワードは1490年に私権剥奪を解除され、1514年にはノーフォーク公爵も返還された。ただしハワード男爵位の扱いは不明確で、1490年の私権回復の対象になっていない可能性が高く、そうであればハワード男爵位は現在に至るまで剥奪されたままということになる。一方で1490年に回復していたとすれば、以後代々のノーフォーク公爵に従属称号として相続され、娘しかいなかった第9代ノーフォーク公爵が1777年に死去したときに保持者不在（abeyance）になったことになる。

## ハワード男爵 （1470年）
- ジョン・ハワード (初代ハワード男爵) （1425年頃 - 1485年）
  - 1483年、ノーフォーク公爵（第3期）に叙爵
  - 1485年、剥奪。

### 註釈
1. ↑  当時はまだ授爵状によって爵位を創設する慣習が確立していなかったため、議会への召集をもって叙爵と見做されている。
2. ↑  ノーフォーク公爵位は1572年にもハワード家から剥奪され1660年に返還されているが、1660年の公爵位回復がハワード男爵位に影響を与えていないのは確かである。
3. ↑  女子及び女系の継承ができないノーフォーク公爵位とは異なり、議会召集令状（writ of summons）によって創設されたハワード男爵位は女子や女系も継承できる。ただし娘の間で継承順位が同じため（息子がおらず娘が複数いたときは娘全員が継承順位一位となる）、継承順位一位の人物が一人になるまで誰も爵位を称することができない。この状態は abeyance と呼ばれる。